# Estampida

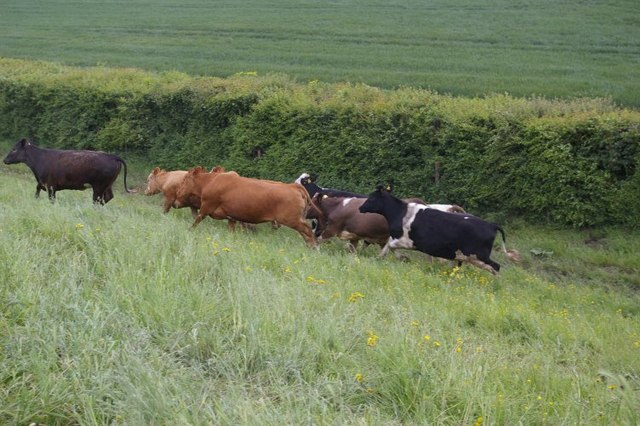
Estampida bovina en Inglaterra.

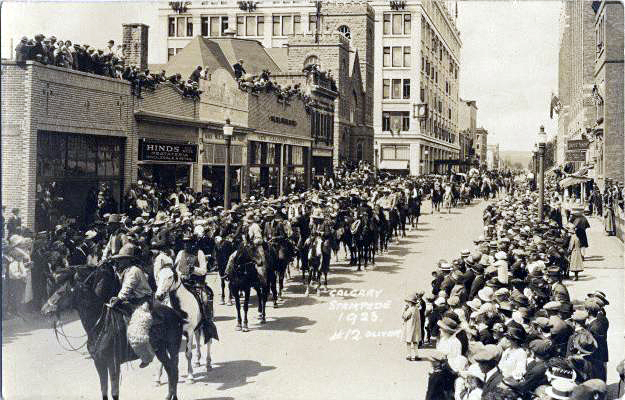
Festival de la Estampida en Calgary, Canadá (1923). La estampida bovina fue provocada con propósitos recreativos.

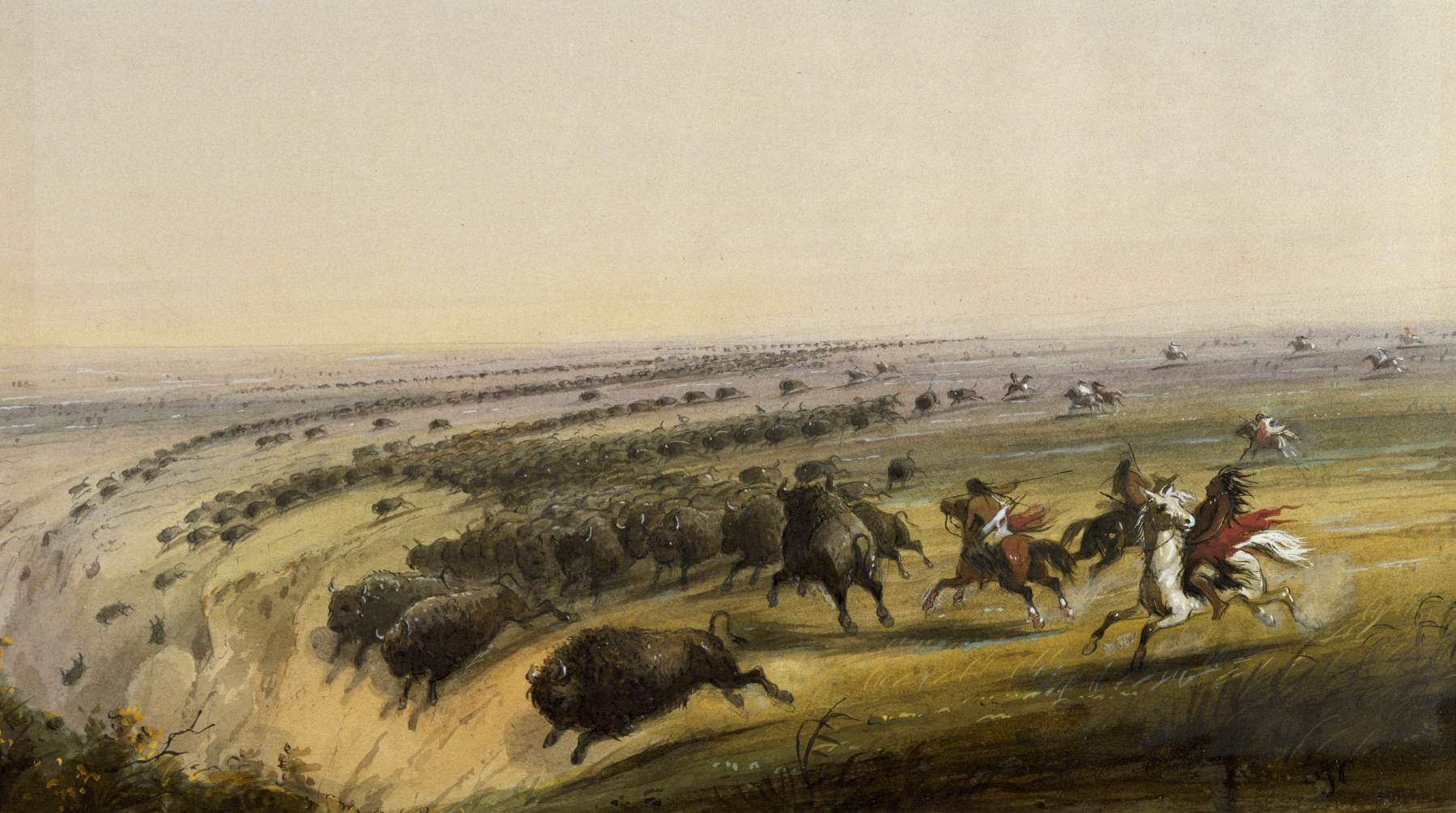
Estampida provocada de búfalos dirigida hacia un acantilado, pintura de Alfred Jacob Miller (c. 1860).

Una estampida (voz de origen provenzal) es un movimiento desorganizado provocado entre animales en manada o una multitud de personas que colectivamente comienza a correr sin rumbo ni un propósito claro (aunque en el caso de las estampidas humanas, sí tienen propósito general y rumbo).
Las especies asociadas a este comportamiento en el mundo animal incluyen vacas, elefantes, gorgones, morsas, caballos salvajes y rinocerontes. Tanto en animales como en personas, puede tener efectos mortales, especialmente si cunde el pánico.

## Estampidas bovinas
Algo inusual puede dar inicio a una estampida. Especialmente por la noche, algo como encender un fósforo, alguien montado a caballo, un caballo sacudiéndose, la caída de un rayo, una planta rodadora atravesando la manada, o «un caballo que corre a través de un rebaño dando patadas a una silla de montar que se ha enganchado bajo su vientre» son cosas que podrían causar estampidas.
Una gran estampida normalmente arrasa con todo a su paso. Para tratar al ganado, los vaqueros intentan hacer girar a la manada en movimientos circulares en lugar de correr hacia un acantilado o un río, y evitar daños la propiedad o a seres humanos. Las tácticas usadas para hacer que la manada se mueva en movimientos circulares incluyen disparar una pistola, lo que crea el ruido para que los líderes de la estampida se giren.
Los animales propensos a una estampida, especialmente ganado vacuno, tienen menos probabilidades de hacerlo después de haber comido y distribuidos en grupos más pequeños para digerir sus alimentos. Para reducir aún más el riesgo de estampidas, en ocasiones los vaqueros cantan o silban para calmar los rebaños inquietos al caer la noche. Durante su vigilancia nocturna evitan hacer cosas que podrían asustar a la manada e incluso se alejan antes de desmontar un caballo o encender un fósforo.
Frecuentemente la gente induce a propósito al ganado a un estampida como parte de la guerra o la cacería, como algunos nativoamericanos, quienes eran conocidos por causar que el bisonte americano muriera al saltar a un acantilado.

## Estampidas humanas

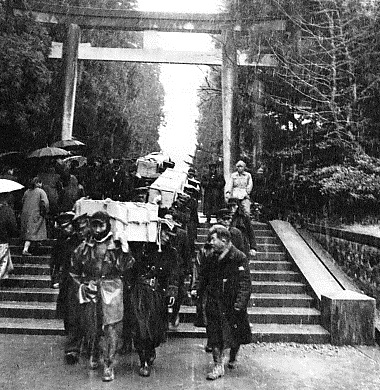
Sepelio de los fallecidos en el santuario de Yahiko (enero de 1956).

Una estampida humana ocurre cuando una aglomeración de personas intenta desplazarse de forma repentina y con virulencia hacia una dirección, sin atener al buen orden o las consecuencias para los demás integrantes del grupo. A diferencia de las estampidas bovinas, donde la manada inicia un desplazamiento sin rumbo ni propósito claro, en el caso de las estampidas humanas sí que existe un motivo, un objetivo y un rumbo concreto (normalmente hacia salidas o puntos de evacuación).